# Hames-Boucres
Hames-Boucres (ndl.: „Hames“ und „Bokerdes“) ist eine französische Gemeinde mit 1.428 Einwohnern (Stand: 1. Januar 2022) im Département Pas-de-Calais in der Region Hauts-de-France; sie gehört zum Arrondissement Calais und zum Kanton Calais-1.

## Geografie
Die Gemeinde Hames-Boucres liegt etwa acht Kilometer südlich von Calais und zwölf Kilometer östlich des Küstenortes Wissant und damit im unmittelbarem Hinterland der Ärmelkanalküste. Umgeben wird Hames-Boucres von den Nachbargemeinden Saint-Tricat, Nielles-lès-Calais, Fréthun und Coquelles im Nordwesten und Norden, Coulogne im Nordosten, Les Attaques im Osten, Guînes im Südosten und Süden, Caffiers im Süden und Südwesten sowie Pihen-lès-Guînes im Südwesten und Westen.

## Geschichte
1819 wurden die bis dahin eigenständigen Kommunen Hames und Boucres zusammengeschlossen.

## Bevölkerungsentwicklung
| Jahr                       | 1962 | 1968 | 1975 | 1982 | 1990 | 1999 | 2006 | 2014 | 2022 |
| -------------------------- | ---- | ---- | ---- | ---- | ---- | ---- | ---- | ---- | ---- |
| Einwohner                  | 796  | 851  | 964  | 1047 | 1017 | 1106 | 1291 | 1464 | 1428 |
| Quellen: Cassini und INSEE |      |      |      |      |      |      |      |      |      |

## Sehenswürdigkeiten

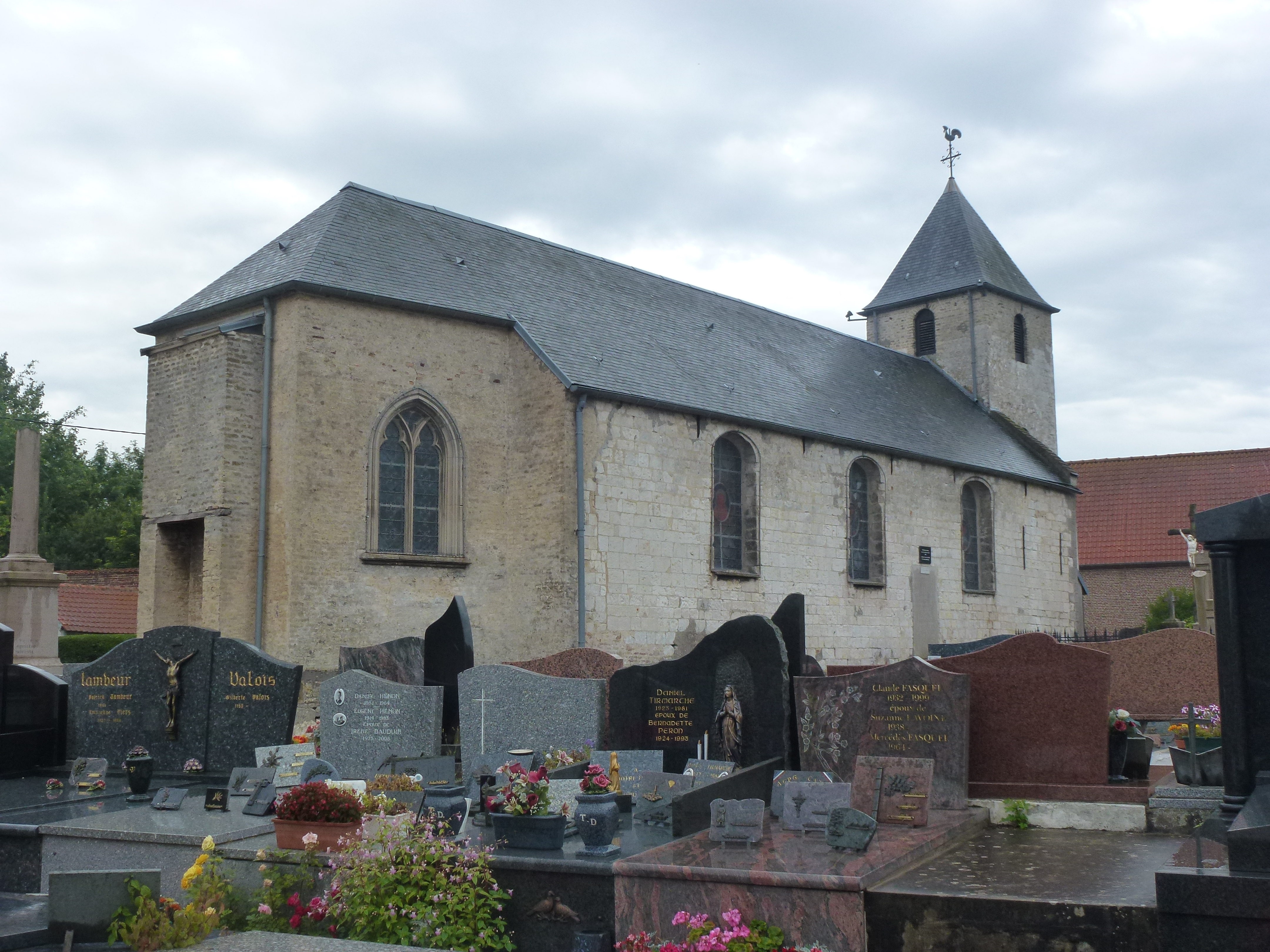
Kirche Saint-Martin
- Kapelle Sainte-Victoire
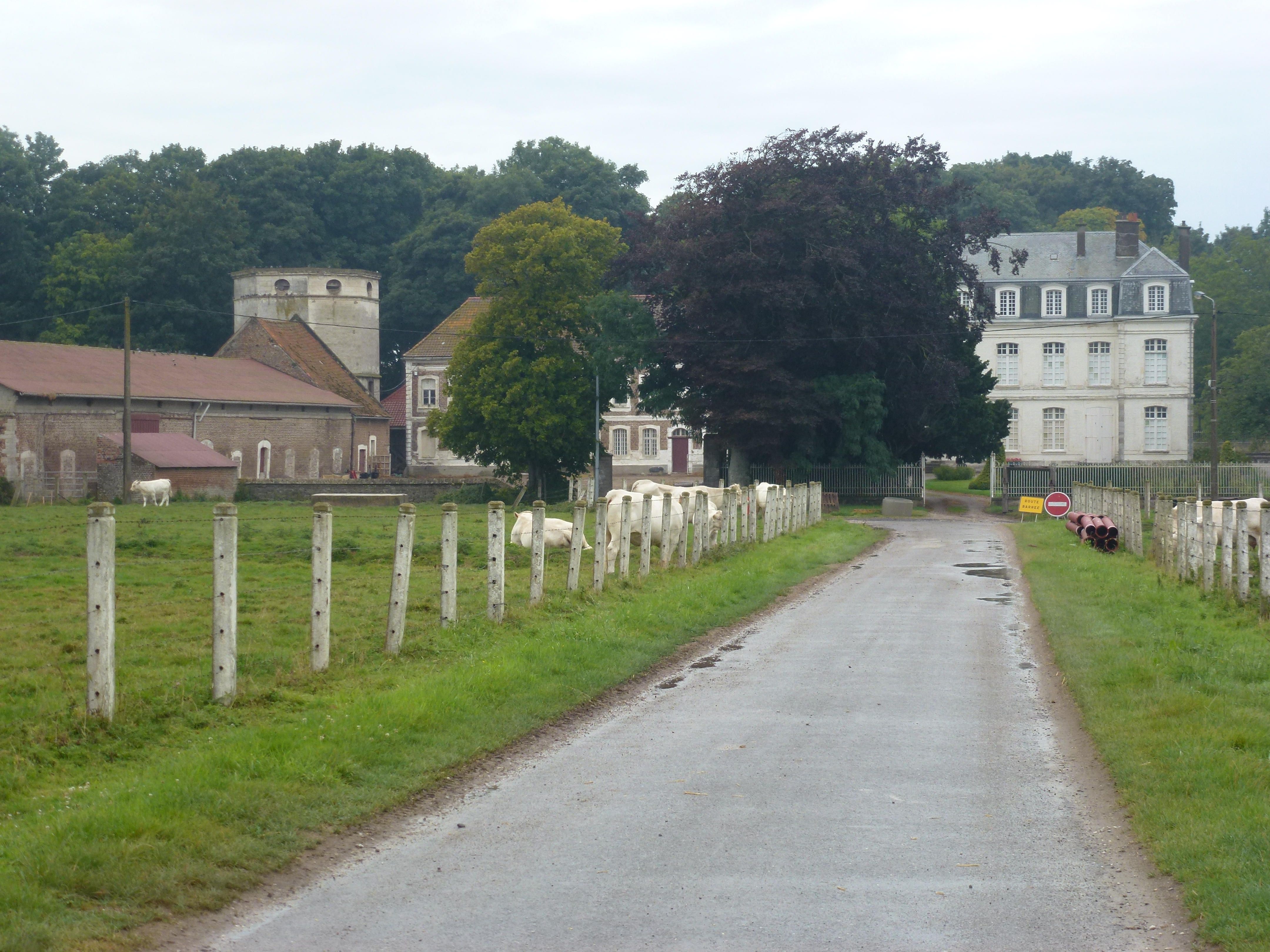
Schloss Hames
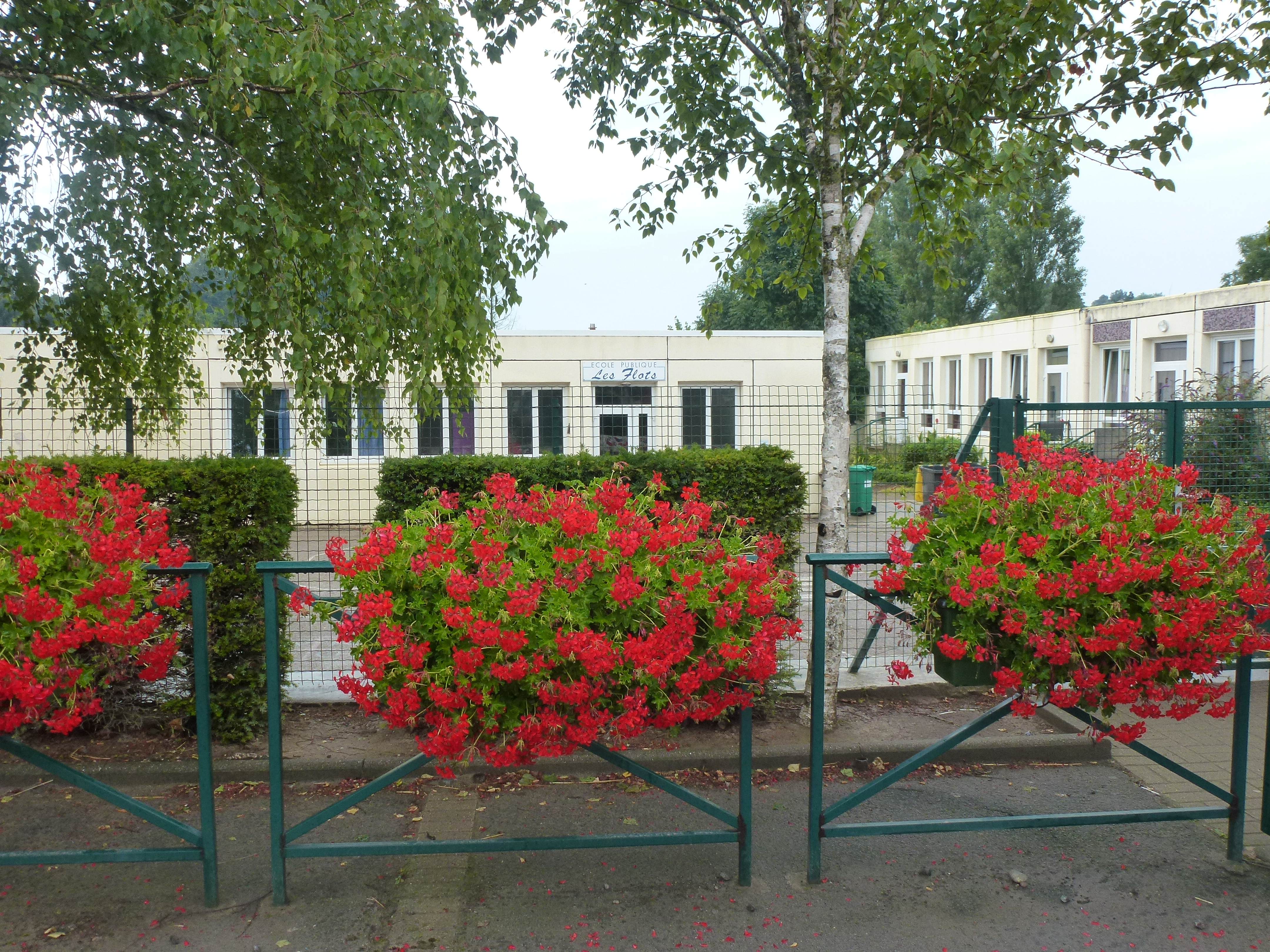
Schule
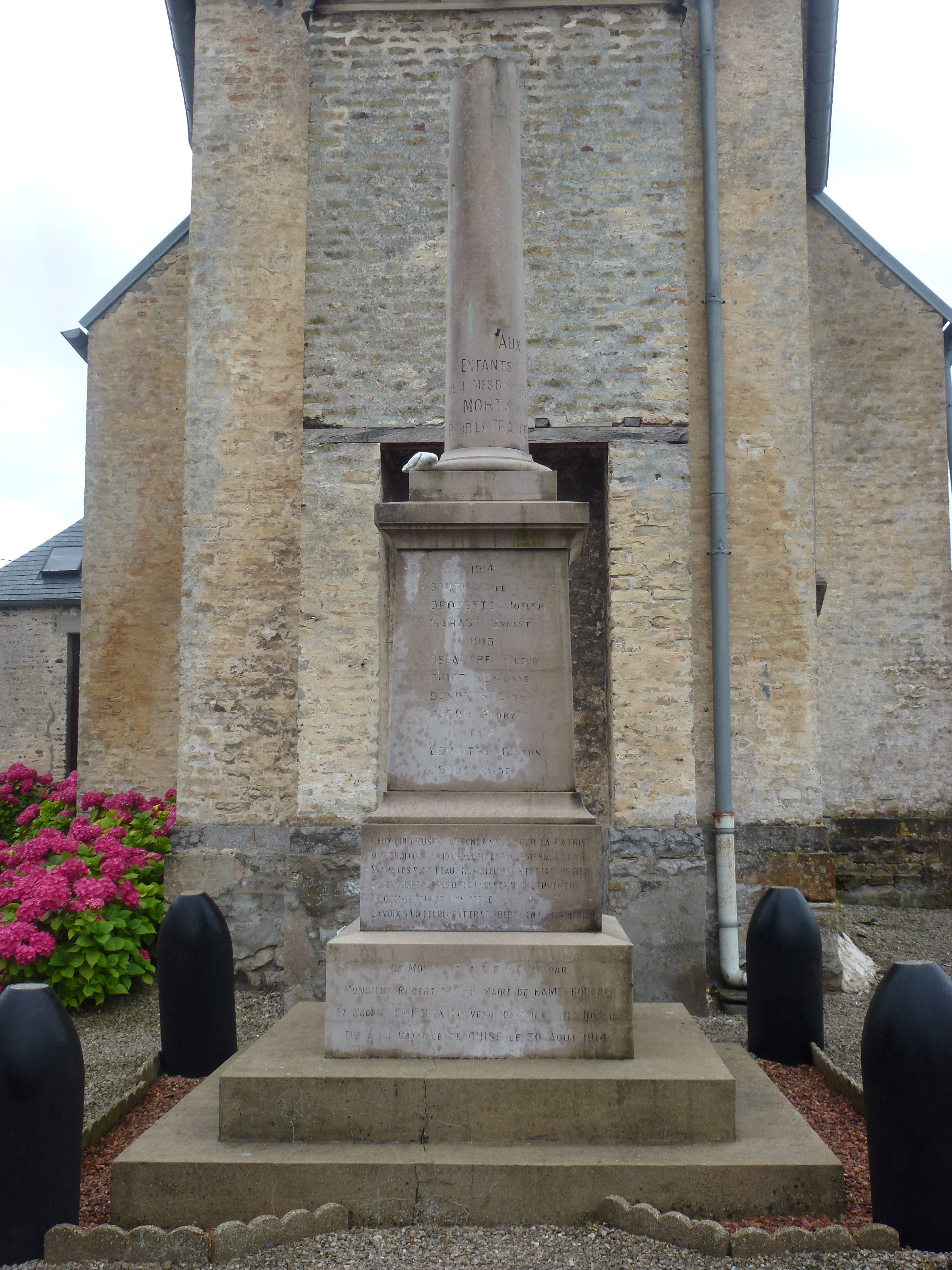
Gefallenendenkmal

- Schloss Thélu
- Schloss Hermitage

- Kirche Saint-Martin
- Schloss Hames
- Schule
- Gefallenendenkmal

## Belege
1. ↑  De Nederlanden in Frankrijk, Jozef van Overstraeten, 1969